# Atalantia rotundifolia
Atalantia rotundifolia là một loài thực vật có hoa trong họ Cửu lý hương. Loài này được (Thwaites) Yu.Tanaka mô tả khoa học đầu tiên năm 1928.